# Elkhorn (Manitoba)
Pour les articles homonymes, voir Elkhorn (homonymie).
Elkhorn est un village du Manitoba située au sud-ouest de la province et enclavé dans la municipalité rurale de Wallace. Elkhorn est approximativement à 105 km à l'ouest de Brandon.

## Référence
- (en) Cet article est partiellement ou en totalité issu de l’article de Wikipédia en anglais intitulé « Elkhorn, Manitoba » (voir la liste des auteurs).